# Howard Stansbury
Howard Stansbury (* 8. Februar 1806 in New York City, USA; † 17. April 1863 in Madison, Wisconsin, USA) war Major im U.S. Army Corps of Topographical Engineers. Am bekanntesten ist er für die Leitung einer zweijährigen Expedition (1849–1850) zur Vermessung des Großen Salzsees und seiner Umgebung. Der Expeditionsbericht mit dem Titel Exploration and Survey of the Valley of the Great Salt Lake of Utah, including a reconnaissance of a new route through the Rocky Mountains („Erforschung und Vermessung des Tals des Großen Salzsees von Utah, einschließlich der Erkundung  einer neuen Route durch die Rocky Mountains“) wurde 1852 veröffentlicht und lieferte die erste ernsthafte wissenschaftliche Erforschung der Flora und Fauna der Umgebung des Großen Salzsees sowie einen positiven Eindruck von den Mitgliedern der Kirche Jesu Christi der Heiligen der Letzten Tage, die sich dort seit 1847 niedergelassen hatten.

## Biografie
Stansbury wurde 1806 in New York City geboren. Er machte eine Ausbildung zum Bauingenieur und arbeitete ab 1828 beim US-amerikanischen Topografischen Amt (U.S. Topographical Bureau). 1827 hatte er Helen Moody geheiratet, mit der er eine Tochter und einen Sohn hatte.
Im Juli 1838 trat er als Oberleutnant (First Lieutenant) dem neugeschaffenen U.S. Corps of Topographical Engineers bei. 1840 wurde er zum Captain befördert. 1841 vermaß er die Großen Seen und führte zwischen 1842 und 1845 eine umfassende Vermessung des Hafens von Portsmouth (New Hampshire) durch. Während des Mexikanisch-Amerikanischen Krieges 1846–1848 beaufsichtigte er den Bau von Befestigungen auf den Dry Tortugas im Golf von Mexiko.

### Stansbury-Expedition

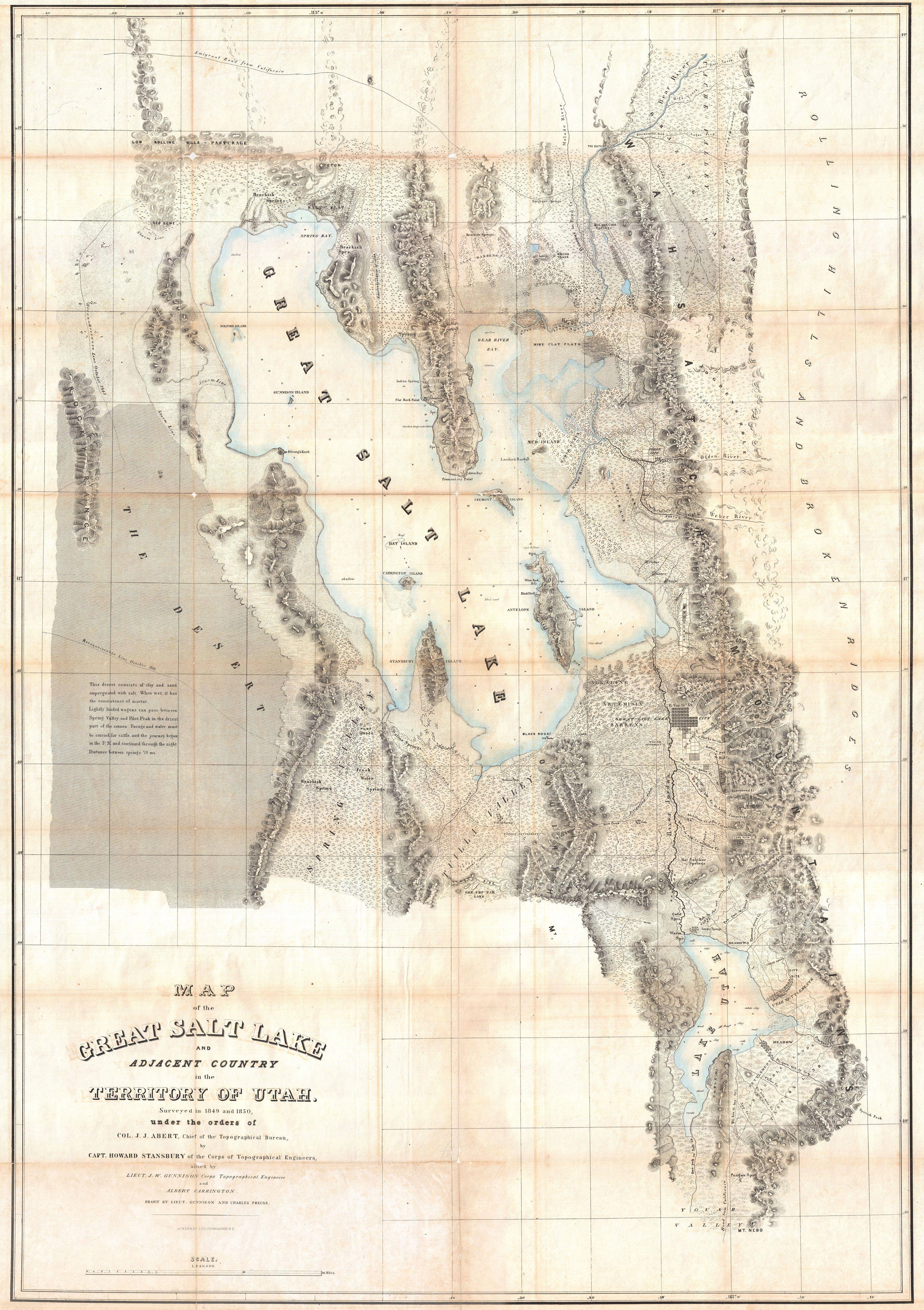
Von der Stansbury-Expedition erstellte Karte des Großen Salzsees, veröffentlicht 1852

1849 wurde Stansbury beauftragt, von Fort Leavenworth in Kansas zum Großen Salzsee in Utah zu reisen, um diesen zu vermessen, die Auswanderungsrouten entlang des Weges (insbesondere Oregon und Mormon Trail) zu bewerten und nach möglichen Strecken für eine transkontinentale Eisenbahn zu suchen. Die Expedition bestand aus 18 Männern, einschließlich Stansburys Stellvertreter Leutnant John Williams Gunnison. Während der nächsten zwei Jahre erkundete die Expedition den Großen Salzsee, den Utah Lake und das Cache Valley im Norden Utahs bis hin nach Fort Hall im Süden Idahos. Als er im Utah-Territorium ankam, befürchteten die Anführer der Mormonen, die Expedition solle im Auftrag der US-Regierung die Siedler vertreiben. Stansbury traf sich mit Brigham Young und versicherte ihm, dass die Expedition rein wissenschaftlicher Natur sei. Im Gegenzug unterstützte Young die Expedition, und Stansbury äußerte sich in seinen Berichten wohlwollend über die Mormonen.
1850 beriet Stansbury Young bei den Kämpfen gegen die Timpanogos und unterstützte die Mormonen in der Schlacht am Fort Utah. Nach Abschluss ihrer Mission in Utah reiste die Expedition zurück nach Leavenworth. Doch statt der Standardroute des Oregon Trails von Fort Bridger über den South Pass durch das Tal des Sweetwater River zu folgen, wollte Stansbury eine direktere Route nach Osten finden. Auf Anraten von Jim Bridger und örtlichen Trappern und Händlern folgte die Expedition dem Blacks Fork River nach Osten, überquerte den Green River in der Nähe der heutigen gleichnamigen Stadt Green River, durchquerte die Red Desert und umging den Elk Mountain nördlich über die Laramie Plains. Sie überquerten die Laramie Mountains und stießen in Fort Laramie wieder auf den Oregon Trail.

### Spätere Jahre
Nach der Utah-Expedition beaufsichtigte Stansbury Bauprojekte in Minnesota und Ohio. In den ersten Jahren des Sezessionskriegs diente er kurzzeitig als Musterungsoffizier in Columbus (Ohio) und als Rekrutierungsoffizier in Wisconsin. Howard Stansbury starb am 13. April 1863 in Madison (Wisconsin).

## Nachwirkung
Die Stansbury-Expedition nach Utah war ein großer wissenschaftlicher Erfolg. Er war der Erste, der feststellte, dass der See tatsächlich ein Überbleibsel eines größeren Pluvialsees im Landesinneren war, der heute als Lake Bonneville bekannt ist. Die zur Kartierung des Sees verwendete Triangulationsmethode war eine Premiere für das Topographical Corps, und die Methode wurde vom Corps und später vom United States Geological Survey standardmäßig verwendet. Die Expedition sammelte viele verschiedene Arten von Vögeln, Pflanzen, Eidechsen und Säugetieren sowie Gesteinsproben und Fossilien. Mehrere angesehene Wissenschaftler der damaligen Zeit kommentierten den Expeditionsbericht, darunter Spencer Fullerton Baird (Ornithologe und Ichthyologe), Charles Frédéric Girard (Ichthyologe und Herpetologe), John Torrey (Botaniker) und James Hall. Mehrere der entdeckten Arten waren der Wissenschaft bis dahin unbekannt, darunter Uta stansburiana, die nach dem Expeditionsleiter benannt wurde.
In den späten 1850er Jahren zwangen Angriffe der Shoshonen auf dem Oregon Trail die Regierung, einen neuen Weg durch Colorado und Wyoming einzurichten, der als Overland Trail bekannt wurde. Zwischen Laramie und Fort Bridger folgt der Weg fast genau der Route, die von der Stansbury-Expedition kartiert wurde. In den 1860er Jahren folgte die erste transkontinentale Eisenbahn auch dem Weg durch das südliche Wyoming und Utah, obwohl Stansbury vorgeschlagen hatte, dass die Eisenbahn den Großen Salzsee im Süden passieren sollte, statt wie tatsächlich realisiert im Norden. Im 20. Jahrhundert folgten auch zwei große Ost-West-Autobahnen der Expditionsroute: der Lincoln Highway und die Interstate 80.
Leutnant Gunnison schrieb ein Buch mit dem Titel The Mormons or Latter-Day Saints, in the Valley of the Great Salt Lake: A History of Their Rise and Progress, Peculiar Doctrines, Present Condition („Die Mormonen oder Heiligen der Letzten Tage im Tal des Großen Salzsees: Eine Geschichte ihres Ursprungs und ihrer Entwicklung, ihrer besonderen Lehren, ihres gegenwärtigen Befindens“), das zusammen mit dem offiziellen Expeditionsbericht vielen Amerikanern einen ersten Blick auf den Glauben der Mormonen vermittelte.
Die Stansbury-Expedition benannte zahlreiche geografische Objekte im Tal des Großen Salzsees und dessen Umgebung. Einige Inseln im Großen Salzsee sind nach Mitgliedern der Expedition benannt, darunter Stansbury Island und Gunnison Island. Die Stansbury Mountains befinden sich westlich des Tals von Tooele, in diesem Tal liegt die Gemeinde Stansbury Park. Neben Uta stansburiana wurde auch Purshia stansburyana nach Howard Stansbury benannt.